# Противоракетная оборона

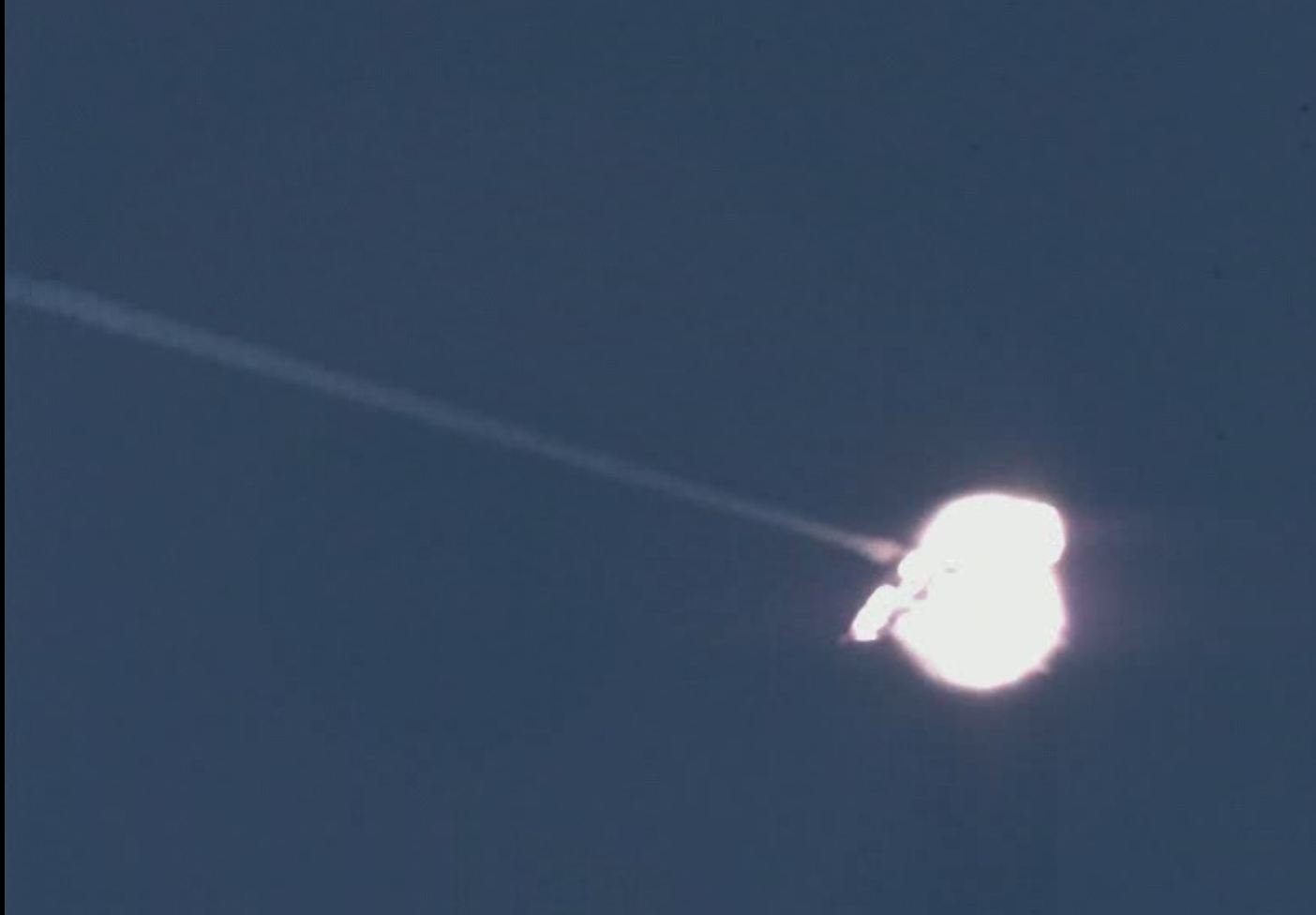
Успешный перехват баллистической ракеты, 20 ноября 2012

Противоракетная оборона (ПРО) — комплекс мероприятий разведывательного, радиотехнического и огневого или какого-либо иного характера (аэростатная противоракетная защита и так далее), предназначенный для защиты (обороны) охраняемых объектов от ракетного оружия.
ПРО очень тесно связана с противовоздушной обороной (ПВО) и часто осуществляется одними и теми же комплексами. Понятие « оборона» включает в себя защиту от ракетной угрозы любого плана и все средства, это осуществляющие (включая активную защиту танков, средства ПВО, борющиеся с крылатыми ракетами и прочим), однако на бытовом уровне, говоря о ПРО, обычно имеют в виду «стратегическую ПРО» — защиту от баллистической ракетной составляющей стратегических ядерных сил (МБР и БРПЛ).
Говоря о противоракетной обороне, можно выделить самозащиту от ракет, тактическую и стратегическую ПРО.

## Самозащита от ракет
Самозащита от ракет является минимальной единицей противоракетной обороны. Она обеспечивает защиту от атакующих ракет лишь той военной техники, на которой она установлена. Характерной особенностью самооборонительных систем является размещение всех систем ПРО непосредственно на защищаемой технике, и все размещённые системы являются вспомогательными (не основным функциональным назначением) для данной техники. Системы самозащиты от ракет экономически эффективны к использованию лишь на дорогостоящих типах военной техники, которая несёт тяжёлые потери от ракетного огня. В настоящее время активно развиваются два типа систем самозащиты от ракет: комплексы активной защиты танков и противоракетная оборона военных кораблей.
Активная защита танков (и прочей бронетехники) — это комплекс мер по противодействию атакующим снарядам и ракетам. Действие комплекса может маскировать защищаемый объект (например, выпуском аэрозольного облака), а может и физически уничтожать угрозу близким подрывом противоснаряда, шрапнелью, направленной взрывной волной или другим образом.
Для систем активной защиты характерно крайне малое время реакции (до долей секунды), так как подлётное время средств поражения, особенно в условиях городского боя, очень мало.
Интересной особенностью является то, что для преодоления систем активной защиты бронетехники разработчики противотанковых гранатомётов используют ту же стратегию, что и разработчики межконтинентальных баллистических ракет для прорыва стратегической ПРО — ложные цели.

## Тактическая ПРО
Тактическая ПРО предназначена для защиты ограниченных участков территории и расположенных на ней объектов (группировок войск, промышленности и населённых пунктов) от ракетных угроз. К целям подобной ПРО относят: маневрирующие (в основном, высокоточные авиационные) и неманеврирующие (баллистические) ракеты с относительно небольшими скоростями (до 3—5 км/с) и не имеющими средств преодоления ПРО. Время реакции комплексов тактической ПРО составляет от нескольких секунд до нескольких минут в зависимости от типа угрозы. Радиус защищаемой области, как правило, не превышает нескольких десятков километров. Комплексы, имеющие существенно больший радиус защищаемой области — до нескольких сотен километров, часто относят к стратегической ПРО, хотя они и не способны перехватывать высокоскоростные межконтинентальные баллистические ракеты, прикрываемые мощными средствами преодоления ПРО.

### Существующие комплексы тактической ПРО

#### Россия
Малого радиуса действия
- Тунгуска (только по внешнему целеуказанию через внешний командный пункт).
- Тор
- Панцирь-С1

Среднего и большого радиуса действия:
- Бук
- С-300П, все варианты
- С-300В, все варианты, специализированные средства ПРО в составе компонентов
- С-400, с любыми ракетами

#### США
Малого радиуса действия:
- MIM-104 Patriot PAC3

Среднего и большого радиуса действия:
- THAAD
- Иджис (AEGIS)

#### Япония
Эскадренные миноносцы УРО типа «Конго» — тип современных эскадренных миноносцев с управляемым ракетным оружием. Являются аналогом американских эскадренных миноносцев «Арли Берк».
Группировка эскадренных миноносцев УРО типа «Конго» включает в себя:
- «Конго» («DDG-173»)
- «Кирисима» («DDG-174»)
- «Мёко» («DDG-175»)
- «Текай» («DDG-176»)

Эскадренные миноносцы типа «Конго» оснащены системой «Иджис» (корабельная многофункциональная боевая информационно-управляющая система), представляющая собой интегрированную сеть корабельных средств освещения обстановки, средств поражения, таких как зенитные управляемые ракеты Standart (SM-2, SM-3), и средств управления, формирующихся на базе широкого внедрения автоматизированных систем боевого управления.
Основным предназначением эскадренных миноносцев УРО типа «Конго» является создание противоракетного барьера морского базирования направленной, в первую очередь, против северо-корейской ракетно-ядерной программы.
Вместе с тем развёртывание в Японии группировки эскадренных миноносцев УРО типа «Конго» можно считать направленной на противодействие группировке морских стратегических ядерных сил Российской Федерации (РПЛСН Тихоокеанского флота).
Началом формирования в Японии противоракетной обороны можно считать получение в 1988 году согласия конгресса США на передачу Японии технической документации по РЛС (радиолокационной станции) с фазированной решёткой AN/SPY-1 и компьютерного обеспечения работы радара. Рассмотрение в Соединённых Штатах Америки вопроса передачи Японии данной технологии было инициировано командующим седьмым оперативным флотом США (дислоцирующимся в Японии, преф. Йокосука) вице-адмиралом Джеймсом Р. Хоггом. Существование элементов тактической ПРО у союзников США в Азиатско-Тихоокеанском регионе (Япония, Южная Корея) положительно рассматривается и действующим командованием седьмым оперативным флотом США (вице-адмиралом Робертом Томасом).

#### Индия
Малого радиуса действия:
- PAD (на 1.01.2014 г. всё ещё не боеспособна).

Среднего и большого радиуса действия:
- AAD (на 1.01.2014 г. всё ещё не боеспособна).

#### Израиль
Малого радиуса действия:
- «Железный купол» (только для НУРС дальности полёта 4—70 км)

Среднего и большого радиуса действия:
- «Хец»

#### Евросоюз
Малого радиуса действия:
- Aster 30

Среднего и большого радиуса действия:
- Aster Block 2 BMD — в разработке.

## Стратегическая ПРО
Наиболее сложная, модернизированная и дорогостоящая категория средств противоракетной обороны. Задачей стратегической ПРО является борьба со стратегическими ракетами — в их конструкции и тактике применения специально предусмотрены средства, затрудняющие перехват — большое количество лёгких и тяжёлых ложных целей, управляемые боевые блоки, а также генераторы активных радиопомех, дипольные отражатели и системы включающие высотные ядерные взрывы.
В настоящее время системами стратегической ПРО обладают только Россия и США, при этом существующие комплексы способны защитить лишь от ограниченного удара (единицы ракет), и в большинстве по ограниченной территории. В обозримом будущем нет перспектив появления систем, способных гарантированно и полностью защитить территорию страны от массированного удара стратегическими ракетами. Тем не менее, так как всё больше стран имеют, разрабатывают или потенциально могут обзавестись некоторым количеством дальнобойных ракет, разработка систем ПРО, способных эффективно защитить территорию страны от небольшого числа ракет, представляется необходимой.

### Виды стратегической противоракетной обороны

#### Перехват на взлёте (Boost-phase intercept)
Перехват на взлёте означает, что система противоракетной обороны пытается перехватить баллистическую ракету сразу после старта, когда та разгоняется со включёнными двигателями.
Уничтожение баллистической ракеты на взлёте является сравнительно простой задачей. Достоинства этого способа:
- ракета (в отличие от боевых блоков) имеет значительные размеры, хорошо заметна на радарах, и работа её двигателя создаёт мощный инфракрасный поток, который невозможно замаскировать. Не представляет особой сложности навести перехватчик на такую крупную, заметную и уязвимую цель, как разгоняющаяся ракета;
- разгоняющуюся ракету также невозможно прикрыть ложными целями или дипольными отражателями;
- наконец, уничтожение ракеты на взлёте приводит к уничтожению вместе с ней всех её боевых блоков одним ударом.

Однако у перехвата на взлёте есть два принципиальных недостатка:
- ограниченное время реакции; продолжительность разгона занимает 60—180 секунд, и за это время перехватчик должен успеть отследить цель и поразить её;
- сложность развёртывания перехватчиков в радиусе действия; баллистические ракеты, как правило, стартуют из глубины территории противника и хорошо прикрыты его системами защиты; развёртывание перехватчиков достаточно близко, чтобы они могли поразить взлетающие ракеты, как правило, крайне затруднительно или невозможно.

Исходя из этого, в качестве основного средства перехвата на взлёте рассматриваются перехватчики космического базирования либо мобильные (развёртываемые на кораблях или мобильных установках). На этой стадии может быть также эффективным применение лазерных систем с их небольшим временем реакции. Так, система СОИ рассматривала в качестве средств перехвата на взлёте орбитальные платформы с химическими лазерами и системы из тысяч крошечных сателлитов «Бриллиантовая галька», призванных поражать взлетающие ракеты кинетической энергией столкновения на орбитальных скоростях.

#### Перехват на среднем участке траектории (Midcourse intercept)
Перехват на среднем участке траектории означает, что перехват происходит за пределами атмосферы, в тот момент, когда боевые блоки уже отделились от ракеты и летят по инерции.
Преимущество:
- длительное время перехвата; полёт боевых блоков за пределами атмосферы занимает от 10 до 20 минут, что существенно расширяет возможности по реагированию противоракетной обороны.

Недостатки:
- отслеживание летящих за пределами атмосферы боевых блоков представляет собой сложную задачу, так как их размеры невелики и они не являются источниками излучения;
- высокая стоимость перехватчиков;
- летящие за пределами атмосферы боевые блоки могут быть с максимальной эффективностью прикрыты КСП ПРО; отличить летящие по инерции за пределами атмосферы боевые блоки от ложных целей чрезвычайно сложно.

#### Перехват при входе в атмосферу (Terminal phase intercept)
Перехват при входе в атмосферу означает, что система противоракетной обороны пытается перехватить боевые блоки на последней стадии полёта — при входе в атмосферу вблизи цели.
Преимущества:
- техническое удобство развёртывания систем противоракетной обороны на своей территории;
- небольшое расстояние от радаров до боевых блоков, что значительно повышает эффективность системы слежения;
- низкая стоимость противоракет;
- снижение эффективности ложных целей и помех при входе в атмосферу: лёгкие ложные цели сильнее тормозятся при трении о воздух, чем боевые блоки; соответственно селекция ложных целей может быть выполнена по разнице в скорости торможения.

Недостатки:
- крайне ограниченное (до десятков секунд) время перехвата;
- небольшие размеры боевых блоков и сложность их отслеживания;
- отсутствие резервирования: если боевые блоки не будут перехвачены на этой стадии, никакого последующего эшелона обороны не может существовать;
- ограниченный радиус действия систем перехвата на терминальной стадии, что позволяет противнику преодолевать подобную оборону, просто направляя на цель больше ракет, чем есть вблизи цели противоракет.

## История стратегической ПРО

### СССР / Россия

#### Первые опыты
Исследования возможности противодействия баллистическим ракетам в СССР начались в 1945 году в рамках проекта «Анти-фау» в военно-воздушной академии имени Жуковского (группа Георгия Мироновича Можаровского) и в нескольких НИИ (тема «Плутон»). В период создания системы ПВО «Беркут» (1949—1953 гг.) работы были приостановлены, затем резко активизировались.
В 1956 году рассматривались 2 проекта системы ПРО:
- Зональная система ПРО «Барьер» (Александр Львович Минц)

На ракетоопасном направлении друг за другом с интервалом в 100 км устанавливались три РЛС с антеннами, смотрящими прямо вверх. Атакующая боеголовка
последовательно пересекала три узких радиолокационных луча, по трём засечкам строилась её траектория и определялась точка падения.
- Система на основе трёх дальностей «Система А» (Григорий Васильевич Кисунько)

В основе проекта был комплекс из сверхмощного радиолокатора дальнего обнаружения и трёх расположенных по периметру обороняемого района радиолокаторов точного
наведения. Управляющая ЭВМ непрерывно обрабатывала отражённые сигналы, наводя на цель противоракету.
К исполнению был выбран проект Г. В. Кисунько.

#### «Система А»
Первый в СССР комплекс ПРО, главный конструктор Г. В. Кисунько, был развёрнут в период 1956—1960 гг. на специально построенном для этих целей в пустыне Бетпак-Дала полигоне ГНИИП-10 (Сары-Шаган). Запуски баллистических ракет в район перехвата производились с полигонов Капустин Яр и позднее Плесецк в треугольник со стороной 170 км, в вершинах которого (площадки № 1, № 2, № 3) располагались радиолокаторы точного наведения. Пусковая установка противоракет В-1000 размещалась в центре треугольника (площадка № 6), перехват осуществлялся на атмосферном участке полёта, противоракета при помощи ЭВМ выводилась на встречную расчётную траекторию атакующей боеголовки и поражала её осколочной боевой частью на высоте 25 километров. Управление осуществлялось вычислительным центром с двумя ЭВМ, М-40 (реализация автоматического цикла) и М-50 (обработка системной информации), конструктора С. А. Лебедева.
4 марта 1961 года после ряда неудачных попыток противоракета В-1000, оснащённая осколочной БЧ, уничтожила боеголовку баллистической ракеты Р-12 с весовым эквивалентом ядерного заряда. Промах составлял 31,2 метра влево и 2,2 м по высоте.
В дальнейшем было проведено ещё 16 попыток перехвата, 11 из которых были успешными. Также проводились исследования по проводке и измерению траекторий спутников.
Работа системы «А» закончилась в 1962 году серией испытаний К1-К5, в результате которых были произведены 5 ядерных взрывов на высотах от 80 до 300 км и изучено их влияние на функционирование комплексов ПРО и СПРН.
Система «А» не поступила на вооружение, так как являлась экспериментальным комплексом, расположенным вдали от объектов стратегической важности и предназначенным исключительно для исследовательских целей. Также ввиду низкой надёжности и малой эффективности (система обеспечивала поражение только одиночных баллистических ракет малого и среднего радиуса действия на малых расстояниях от охраняемого объекта) она не могла в существующем виде обеспечить надёжную защиту в боевых условиях, однако в результате работы над системой «А» был построен специализированный полигон и накоплен огромный опыт, послуживший дальнейшему развитию в СССР / России систем ПРО и методов преодоления ПРО противника.

#### Системы ПРО Московского промышленного района
А-35
Создание началось в 1958 году с постановления ЦК КПСС; главным конструктором был назначен Г. В. Кисунько.
По тактико-техническим требованиям, система должна была обеспечивать оборону территории площади 400 км² от нападения МБР «Титан-2» и «Минитмен-2». В
связи с использованием более совершенных РЛС и противоракет с ядерной БЧ перехват осуществлялся на расстоянии 350 км по дальности и 350 км по высоте, наведение производилось одностанционным методом. Вычислительный центр работал на базе двухпроцессорной ЭВМ 5Э92б (разработчик В. С. Бурцев).
Строительство объектов А-35 в Подмосковье началось в 1962 году, однако постановка на боевое дежурство затянулась по ряду причин:
- опережающее совершенствование средств нападения потребовало ряда серьёзных доработок;
- выдвижение конкурирующих проектов ПРО «Таран» В. Н. Челомея и С-225 КБ-1 привело к временной остановке строительства;
- разрастание интриг в верхних эшелонах научно-технического руководства, приведшее в 1975 г. к смещению Григория Кисунько с должности главного конструктора А-35.

В 1967 г. был создан новый род войск — войска противоракетной и противокосмической обороны, командующим которых был назначен Ю. Вотинцев. В 1971 году для эксплуатации системы был сформирован 9-й отдельный корпус противоракетной обороны. Первая очередь системы А-35 успешно прошла комплексные государственные испытания 25 марта 1971 года, принята на вооружение постановлением СМ СССР № 376—119 от 10 июня 1971 года и поставлена на боевое дежурство 1 сентября 1971 года.
А-35М
Модернизированная система А-35; главный конструктор И. Д. Омельченко. Поставлена на боевое дежурство 15 мая 1978 года и стояла на вооружении до декабря 1990 года. РЛС дальнего обнаружения «Дунай-3У» продолжала работать в системе А-135 до начала 2000-х.
Параллельно на полигоне Сары-Шаган был построен полигонный стрельбовый комплекс А-35 «Алдан» (площадка № 52), использовавшийся как опытный образец и для тренировок расчётов Московской системы ПРО на реальных боевых стрельбах.
А-135
Дальнейшее развитие системы ПРО Московского промышленного района; генеральный конструктор А. Г. Басистов. Эскизный проект 1966 года, Начало разработки 1971 г., начало строительства 1980 г. Принята в эксплуатацию в декабре 1990 года. РЛС дальнего обнаружения «Дунай-3У» и многофункциональная РЛС «Дон-2» имели фазированные антенные решётки. Два эшелона перехвата, дальний заатмосферный и ближний атмосферный с двумя типами противоракет.
Предусматривался полигонный стрельбовый комплекс «Аргунь» (площадки № 38, № 51 полигона Сары-Шаган), однако он не был достроен. В соответствии с дополнением к договору о ПРО между США и СССР от 1974 года и сменой руководства в ЦНПО «Вымпел» признали этот объект малоперспективным, работы на нём были прекращены, а пусковые установки уничтожены. Комплекс продолжал функционировать в урезанном варианте как измерительный «Аргунь-И» до 1994 года.
А-235 «Самолёт-М»
Перспективная система ПРО, идущая на смену А-135; контракт на создание заключён в 1991 году. В августе 2014 года объявлено о начале испытаний противоракет для комплекса А-235, окончание работ по проекту намечено на 2015 год.
Также в СССР было несколько нереализованных проектов систем противоракетной обороны

#### Система ПРО территории страны «Таран»
В 1961 году в инициативном порядке Челомей предложил систему обороны всей территории СССР от ракетно-ядерного нападения со стороны США.
В основе проекта был перехват на среднем участке траектории при помощи сверхтяжёлой противоракеты, которую Челомей предлагал создать на базе межконтинентальной ракеты УР-100.
Предполагалось, что система РЛС, развёрнутая на крайнем Севере, должна будет обнаружить приближающиеся по трансполярным траекториям боеголовки и рассчитать приблизительные точки перехвата. Затем противоракеты на базе УР-100 должны были быть запущены на инерциальном наведении в эти расчётные точки. Точное наведение предполагалось осуществлять с помощью системы РЛС целеуказания и установленного на противоракетах радиокомандного наведения. Перехват предполагался при помощи 10-мегатонной термоядерной боевой части. Согласно расчётам Челомея, для перехвата 100 МБР типа «Минитмен» потребовалось бы 200 противоракет.
Разработка системы велась с 1961 по 1964 год, но в 1964 году решением правительства была закрыта. Причиной был опережающий рост американского ядерного арсенала: с 1962 по 1965 год в Соединённых Штатах было развёрнуто 800 МБР типа «Минитмен», что потребовало бы 1.600 противоракет на базе УР-100 для их перехвата.
Кроме того, система была подвержена эффекту самоослепления, так как многочисленные детонации 10-мегатонных боевых частей в космическом пространстве создавали бы огромные облака радионепрозрачной плазмы и мощный ЭМИ, нарушающий работу РЛС, что крайне затрудняло последующие перехваты. Противник мог бы легко преодолеть систему «Таран», разделив свои МБР на две последовательные волны. Система была также уязвима для средств преодоления ПРО. Наконец, расположенные на передовом рубеже РЛС раннего предупреждения — ключевой компонент системы — сами по себе были крайне уязвимы для возможного превентивного удара, который сделал бы всю систему бесполезной. В связи с этим Владимир Челомей предлагал использовать создаваемые А-35 и С-225 в составе своей системы «Таран», получая в перспективе руководство над всей противоракетной тематикой в СССР. Надо сказать, что проект «Таран» многие считали недоработанным и авантюрным. Челомей пользовался сильной поддержкой руководства СССР, в его КБ работал сын генерального секретаря ЦК КПСС Сергей Хрущёв, этим объяснилось закрытие проекта после смещения Н. С. Хрущёва в 1964 году.

#### С-225
Начало работ — 1961 год; генеральный конструктор А. А. Расплетин.
Комплекс ПВО, ПРО для защиты относительно малоразмерных объектов от одиночных МБР, оснащённых средствами преодоления ПРО и перспективных аэродинамических целей. Активная фаза разработки — с 1968 по 1978 год.
Отличительными особенностями были контейнерная перевозимая и быстромонтируемая конструкция, применение РТН с фазированной антенной решёткой РСН-225, новые сверхскоростные ракеты ближнего перехвата ПРС-1 (5Я26) ОКБ «Новатор» (конструктор Люльев).
Построено 2 полигонных комплекса «Азов» (площадка № 35 в Сары-Шагане) и измерительный комплекс на Камчатке. Первый успешный перехват баллистической цели (боеголовка ракеты 8К65) произведён в 1984 году.
Предположительно в связи с задержкой разработки противоракеты и недостаточной энергетикой РТН для целей ПРО тема была закрыта. Ракета ПРС-1 впоследствии вошла в эшелон ближнего перехвата комплекса А-135.

### Противоракетная оборона в США
Помимо описанных много лет экспериментально действовала система на основе лазерного перехвата воздушного базирования при старте (была закрыта), и формально продолжает развитие перехват противоракетой воздушного базирования на входе в атмосферу. Конкретика возможностей крайне скудно освещается в СМИ.

#### Первые опыты

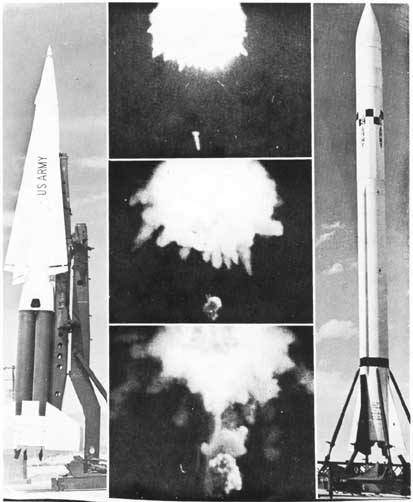
Первый успешный перехват тактической баллистической ракеты «Корпорал» зенитной ракетой «Найк-Геркулес»

Первые проекты создания средств противодействия баллистическим ракетам появились в США ещё в 1940-х годах. В 1946 году в ВВС армии США официально начали программу создания двух противоракет — дальнобойной MX-794 Wizard (теоретический радиус действия до 1.600 км), разрабатывавшуюся университетом штата Мичиган, и ближнего радиуса MX-795 Thumper, создававшейся фирмой General Electric. Обе ракеты должны были перехватывать баллистические ракеты противника с помощью собственных ядерных боевых частей.
Ввиду несовершенства технологии работы над программой «Thumper» были закрыты почти сразу же, но работы над программой «Wizard» продолжались до 1958 года (ряд наработок по программе впоследствии был включён в программу разработки противоракеты «Спартан»).
Эти первые разработки предпринимались без какой-либо конкретной цели, в основном в попытке изучить проблемы, связанные с перехватом баллистических ракет. В конце 1950-х годов появление первых МБР — советской Р-7 и американской SM-65 Atlas — дало программам разработки противоракет более конкретный смысл.
В 1958 году в армии США приняли на вооружение MIM-14 Nike-Hercules — первый зенитно-ракетный комплекс, обладающий ограниченными возможностями поражения (за счёт применения ядерной БЧ) баллистических целей. Первый успешный перехват состоялся на испытаниях в 1960 году. Тем не менее, возможности комплекса в области противоракетной защиты были весьма ограничены и дальнейшие разработки продолжились в области создания более дальнобойных стратегических систем ПРО.
В 1950-х годах также рассматривались первые концепции системы ПРО космического базирования, способной перехватывать ракеты на взлёте — система BAMBI (англ. BAllistic Missiles Boost Intercept — перехват баллистических ракет на взлёте).

#### Найк-Зевс

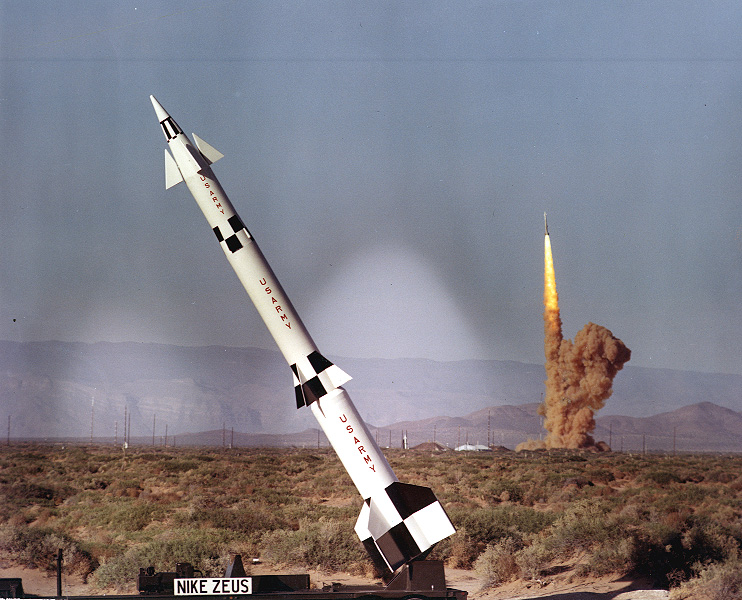

Первой попыткой создания специализированной противоракеты стал разработанный в 1960-х годах комплекс LIM-49A Nike Zeus — развитие серии Nike. Эта ракета, представлявшая собой усовершенствованную версию MIM-14 Nike-Hercules, имела радиус действия до 320 километров и эффективную высоту поражения цели до 160 километров. Уничтожение цели (входящей в атмосферу боевой части баллистической ракеты) должно было осуществляться при помощи подрыва 400-килотонного термоядерного заряда с увеличенным выходом нейтронного излучения.
Испытания системы начались в 1961 году. 19 июля 1962 года состоялся первый технически успешный перехват боеголовки межконтинентальной баллистической ракеты — «Nike Zeus» прошла в 2 километрах от входящего в атмосферу боевого блока SM-65 Atlas, что, в случае использования противоракетой боевого (а не учебного) заряда, означало бы уничтожение боеголовки. На испытаниях 12 декабря 1962 года был достигнут ещё лучший результат, когда противоракета прошла менее чем в 200 метрах от боеголовки. Всего противоракета осуществила успешный перехват в 10 из 14 тестов, пройдя достаточно близко от цели, чтобы накрыть её ядерным взрывом.
Хотя разработка «Зевса» была успешной, тем не менее, мнения о его возможностях существенно расходились. Арсенал баллистических ракет США и СССР рос опережающими темпами, и в случае начала военных действий батареям «Зевсов», защищавшим конкретный объект, пришлось бы отражать атаку уже не единичных боеголовок, но десятков боевых блоков. Появление средств преодоления (станций постановки помех и ложных целей) резко снижало эффективность системы: хотя комплекс «Найк-Зевс» был способен к селекции ложных целей, это резко замедляло выработку огневого решения. Исходная версия плана развёртывания предполагала развернуть на территории США 120 баз «Найк-Зевсов» с 50 ракетами на каждой, что означало, что даже в идеальной ситуации каждый конкретный объект может быть защищён не более чем от 50 МБР. Общая стоимость проекта превышала 10 миллиардов долларов. В итоге, несмотря на успешную программу разработки, развёртывание «Найк-Зевсов» было отменено и внимание обращено в пользу более совершенных противоракет.

#### Сентинел / Сэйфгард
См. Программа Safeguard

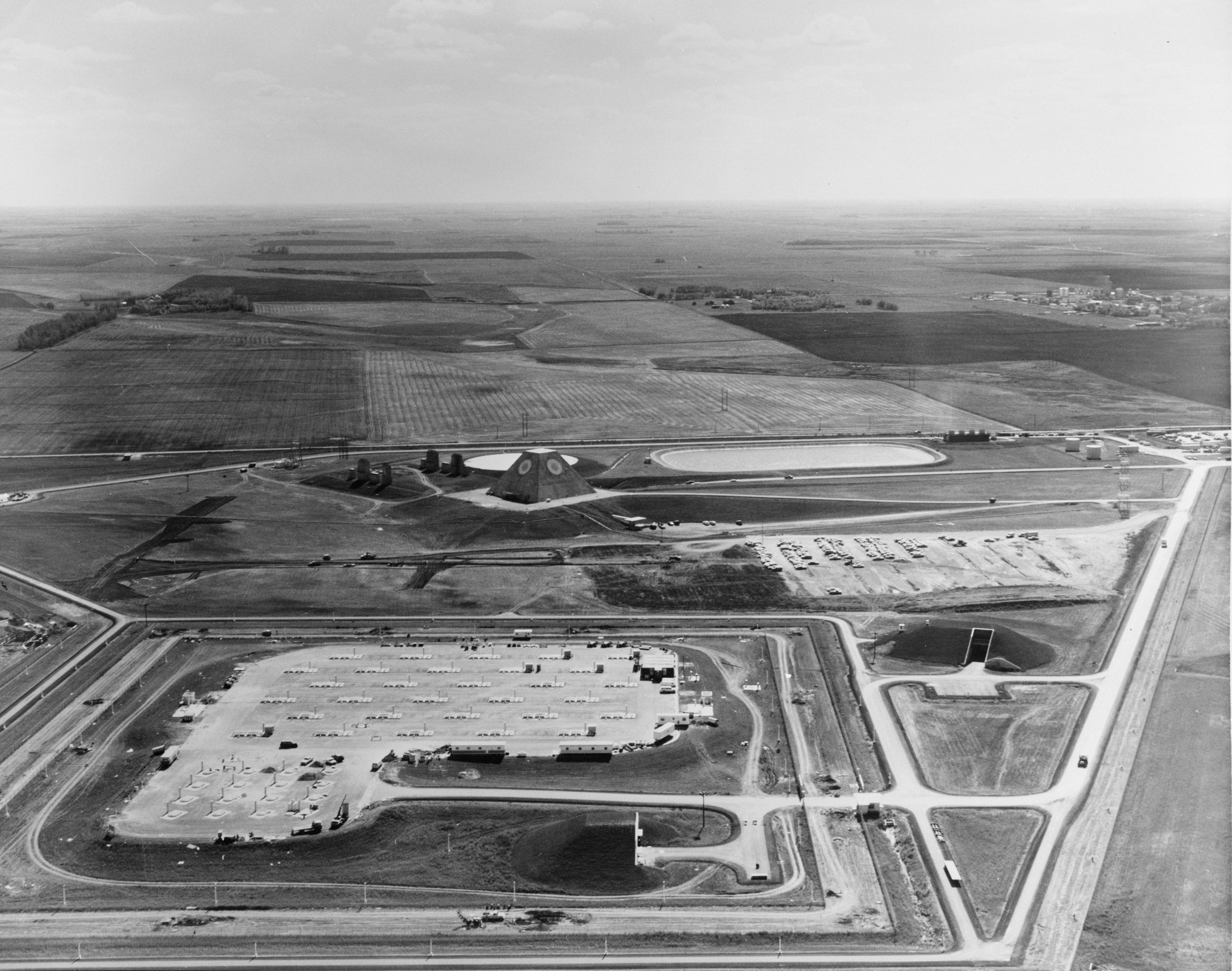
База противоракет программы «Сэйфгард»

В конце 1960-х развитие технологии позволило создать более дешёвые и компактные противоракеты. В 1967 году по инициативе Роберта Макнамары была начата разработка программы «Сентинел» (англ.  Sentinell — часовой), позднее переименованная в «Сэйфгард» (англ.  Safeguard — предосторожность), направленной на защиту районов развёртывания межконтинентальных баллистических ракет от превентивного удара противника. Основной целью программы было обеспечить гарантии выживания ядерного арсенала США и возможности нанесения ответного удара по агрессору в случае, если тот попытается превентивно атаковать районы базирования МБР США. Кроме того, система должна была обеспечивать ограниченную защиту основных районов США от ракетного нападения ограниченной мощности — например, такого, который могла бы нанести КНР.
В основе системы лежали два типа противоракет: тяжёлые противоракеты LIM-49A «Спартан» радиуса до 740 км — должны были перехватывать приближающиеся боевые блоки МБР ещё в космосе и более лёгкие противоракеты «Спринт», развёрнутые в непосредственной близости от охраняемых территорий — должны были добивать отдельные боеголовки, прорвавшиеся мимо «Спартанов». На этих противоракетах должны были использоваться нейтронные боевые части: в космическом пространстве, где предполагалась основная часть перехвата, жёсткий поток нейтронного излучения обеспечивал более эффективное поражение цели, чем световая и тепловая волна обычного термоядерного заряда, кроме того, нейтронные заряды создавали при детонации меньшие помехи наземным радарам, чем мультимегатонные термоядерные боеголовки.
Испытания обеих противоракет были проведены в начале 1970-х годов. В августе 1970 г. состоялся первый успешный перехват «Спартаном» боевого блока межконтинентальной баллистической ракеты «Минитмен». Всего ракета успешно перехватила цель в 43 из 48 испытаний. В 1970-х годах начались работы по созданию баз противоракет для обороны позиций МБР «Минитмен» в Северной Дакоте и Монтане, но только первая из них была завершена.

#### SAMBIS
См. Программа SAMBIS

#### Соглашение 1972 года
См. Договор об ограничении систем противоракетной обороны
В 1972 году США и СССР подписали соглашение об ограничении развёртываемых средств стратегической противоракетной обороны не более, чем двумя комплексами с боезапасом каждого не более, чем в 100 противоракет. Основным стимулом к подписанию договора было опасение, что широкое развёртывание систем противоракетной обороны вызовет неуверенность каждой из сторон в эффективности своего ответного удара по внезапно атаковавшему противнику и будет стимулировать в случае конфликта стремление нанести превентивный удар. Считалось, что 100 противоракет будет достаточно для эффективной защиты важнейших стратегических объектов от внезапного нападения (например, с подошедшей близко к побережью подводной лодки), но недостаточно для защиты территории страны от ответного удара.
В соответствии с этим соглашением планы развёртывания «Сэйфгард» были ограничены единственным комплексом в Северной Дакоте, прикрывавшем район базирования МБР «Минитмен» (от планов развёртывания второго района стратегической ПРО и СССР, и США отказались, подкрепив это дополнением к договору в 1974 году). Вступивший в строй в 1975 году комплекс имел на вооружении 30 противоракет «Спартан» и 70 противоракет «Спринт». Однако к этому времени более эффективным способом повышения боевой устойчивости ядерных ракет и защиты их от превентивного удара стало считаться их мобильное развёртывание. Перспектива скорого появления БРПЛ «Трайдент» межконтинентального радиуса действия позволяла гораздо надёжнее и дешевле защитить ядерный арсенал от превентивного удара — рассредоточив его на субмаринах, действующих по всему мировому океану — чем противоракетные комплексы. В результате в 1976 году система «Сэйфгард» была законсервирована.

#### Стратегическая оборонная инициатива
См. Стратегическая оборонная инициатива

#### Национальная противоракетная оборона
См. Противоракетная оборона США
В настоящее время в США декларируют создание системы глобальной противоракетной обороны, способной защитить территорию США и их союзников от ограниченного ракетного нападения с применением морально устаревших баллистических ракет — тех, которые с высокой степенью вероятности могут быть созданы в странах второго и третьего мира. В существующей и перспективной конфигурации система не располагает способностью эффективно перехватывать ракеты с РГЧ ИН, недостаточно эффективна против современных ложных целей и маневрирующих боевых блоков; таким образом, не приводит в настоящее время к нарушению стратегического баланса.
Ключевые компоненты системы НПРО США:
- Ground-Based Midcourse Defense — дальнобойные противоракеты наземного базирования, предназначенные для защиты домашней территории США от межконтинентальных баллистических ракет и БРСД.
- Aegis Ballistic Missile Defense System — модификация стандартной корабельной БИУС «Aegis», дающая возможность кораблям с этой системой осуществлять перехват баллистических ракет малого и среднего радиуса действия при помощи противоракет SM-3. Корабли с подобной модификацией могут выполнять задачи по обеспечению противоракетной обороны союзников США, патрулируя на наиболее вероятных направлениях ракетного нападения. Также планируется создание наземных элементов данной системы.
- Terminal High Altitude Area Defense — наземная противоракета малого радиуса действия, предназначенная для эффективной защиты от ракетного нападения военных баз и стратегических объектов.

### КНР

#### Исторические разработки
В КНР предприняли первую попытку разработки систем стратегической противоракетной обороны в середине 1960-х годов. Система, получившая обозначение HQ-81, должна была состоять из радара раннего предупреждения типа 7010, радара сопровождения и целеуказания типа 110 и противоракет серии FJ с атомными боевыми частями. Разработка противоракет велась с 1969 по 1975 годы с несколькими частично успешными пусками, но ни одного перехвата выполнено не было, и в 1975 году программа была закрыта. РЛС сопровождения типа 110 — сейчас используется в рамках китайской космической программы.
РЛС СПРН Китая
| Расположение                              | Радар                                   | Координаты                       | Высота над уровнем моря, м   | Количество антенн | Общий азимут сектора | Направление биссектрисы сектора | Угол места сектора | Дальность, км | Ввод                                            | Вывод         | Статус       |
| ----------------------------------------- | --------------------------------------- | -------------------------------- | ---------------------------- | ----------------- | -------------------- | ------------------------------- | ------------------ | ------------- | ----------------------------------------------- | ------------- | ------------ |
| Huangyang Mountain                        | 7010 Phased-Array Missile Warning Radar | 40°26′52″ с. ш. 115°07′01″ в. д. | 1600 (по другим данным 1286) | 1                 | 120°                 | ~315°                           | 2° — 80°           | 3000          | 1977                                            | Начало 1990-х | Не действует |
| Korla (Xinjiang Uyghur Autonomous Region) | ?                                       | 41°38′28″ с. ш. 86°14′13″ в. д.  | 933                          | 1                 | ?                    | Вращающаяся антенна             | ?                  | ?             | после 2004                                      | -             | Действует    |
| Shuangyashan (Heilongjiang province)      | ?                                       | 46°31′41″ с. ш. 130°45′18″ в. д. | ?                            | 1                 | ?                    | ~0°                             | ?                  | 5500          | ?                                               | -             | Действует    |
| Longgangzhen                              | ?                                       | 30°17′11″ с. ш. 119°07′42″ в. д. | ?                            | 1                 | ?                    | ~135°                           | ?                  | ?             | ?                                               | -             | Действует    |
| Huian (Fujian province) [*]               | ?                                       | 25°07′35″ с. ш. 118°45′04″ в. д. | ?                            | 1                 | 120°                 | ~144°                           | ?                  | ?             | Построен до 2008. Функционирует примерно с 2010 | -             | Действует    |

[*] Возможно, является средством РЭБ.
Помимо противоракет в КНР разрабатывали и неординарные подходы к задаче противоракетной обороны. Так, в рамках проекта 640-1 рассматривалась возможность создания мощного лазера, способного сбивать боеголовки при входе в атмосферу (что оказалось практически нерешаемой задачей). Проект 640-2 предлагал поражение входящих в атмосферу боеголовок при помощи ракетных снарядов, запускаемых из скорострельного длинноствольного артиллерийского орудия. В 1966—1968 годах прототип пушки — 140-миллиметровое гладкоствольное 185-калиберное орудие «Xianfeng» — был построен и испытан. Разработка более крупного 420-миллиметрового продолжалась до 1978 года, но реальных результатов так и не удалось получить. В настоящее время построенная пушка используется для баллистических испытаний.

#### Современные разработки
В Китае разрабатывают несколько ракет для систем ПРО: КТ-2 (по терминологии США — SC-19, вариант HQ-9, успешный перехват в 2013 г.), KT-1 (вариант твердотопливной ракеты средней дальности DF-21), Dong Ning-2 (в 2007 году с её помощью сбит спутник 2007 Chinese anti-satellite missile test).

### Европа
Исключая Британию, страны Западной Европы не проявляли значительного интереса к созданию систем противоракетной обороны. Это было связано как с отсутствием средств и необходимых технологий, так и с тем, что эти страны находились в радиусе досягаемости даже советских ракет малого радиуса действия — слишком дешёвых и многочисленных, чтобы оборона от них была бы экономически эффективна. Однако большинство стран Западной Европы получило в 1960-х годах, по крайней мере, локальные возможности по противоракетной обороне стратегических объектов с развёртыванием батарей ЗРК MIM-14 Nike-Hercules, обладавших (в ядерном варианте) ограниченными возможностями по перехвату баллистических ракет.

#### Британия

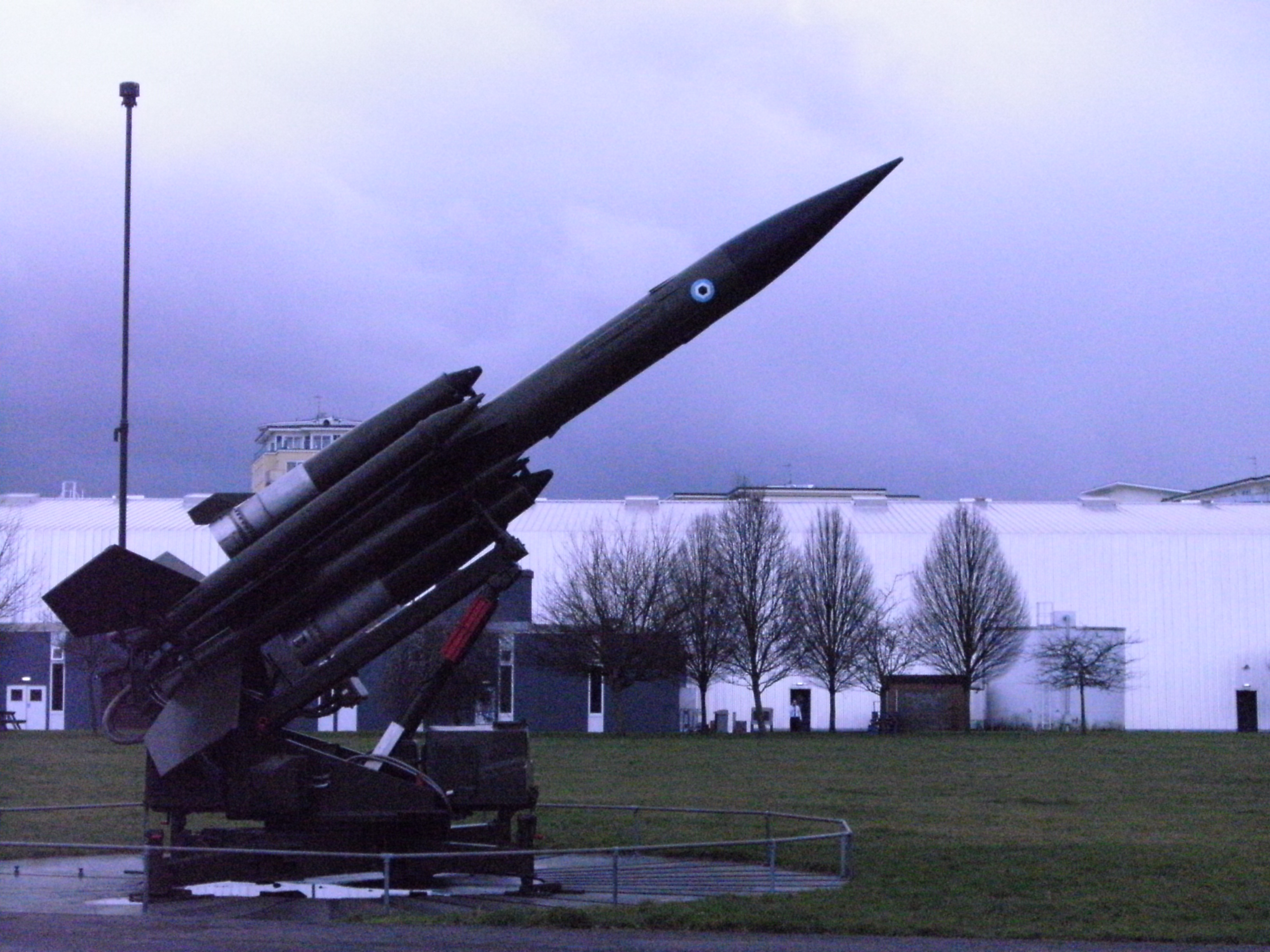
Зенитные ракеты «Бристоль Бладхаунд» рассматривались как возможная основа для создания противоракетной обороны Великобритании

Британия, будучи первой страной, подвергшейся угрозе баллистических ракет в 1944—1945 гг., раньше других начала поиск путей противодействия. В 1944 году рассматривалась возможность поражения баллистических ракет «Фау-2», запускавшихся немцами из Европы по Лондону с помощью огромных батарей автоматических зенитных орудий, наводимых централизованно при помощи компьютера. Расчёт делался на огромный барраж (плотность полёта) зенитных снарядов, который должен был уничтожить ракету простой концентрацией огня. Однако работы по проекту показали, что для более или менее уверенного поражения одной «Фау-2» потребуется астрономическое количество боеприпаса: более того, выяснилось, что жертвы и разрушения от падающих на землю неразорвавшихся зенитных снарядов «де факто» превысят урон от самой обстреливаемой ракеты. В итоге программа была отменена, а вскоре союзное наступление в Европе покончило с угрозой немецких ракетных бомбардировок.
После войны британцы продолжили разработки. В середине 1950-х годов в связи с возрастающей угрозой советских баллистических ракет были рассмотрены планы создания интегрированной противоракетной обороны на основе разрабатываемых зенитных ракет «Бладхаунд», которые предполагалось оснастить ядерными боевыми частями. Проект получил название Violet Friend. Предполагалось, что система РЛС раннего предупреждения типа 83 обнаружит запуски советских БРСД из Восточной Европы, после чего радары AN/FPS-16 возьмут боеголовки на сопровождение и выполнят наведение на них модифицированных «Бладхаундов», которые перехватят боеголовки на входе в атмосферу. Расчёты показали, что разработка подобной системы будет стоить слишком дорого для её ограниченных возможностей, и в 1962 году проект был закрыт. Рассматривалась возможность его развития с использованием специализированной противоракеты (а не модифицированной зенитной ракеты, к тому же ограниченной по высоте перехвата из-за применения прямоточного воздушно-реактивного двигателя), но в 1965 году и эта программа была отменена.
В конце 1960-х годов британская армия рассматривала возможность адаптации в качестве тактической противоракеты (для защиты прифронтовых баз от неприятельских ОТРК) флотской зенитной ракеты «Sea Dart», но проект не был реализован.
Проект Sky Shield
В конце 1950-х годов британские инженеры предложили оригинальный проект системы противоракетной обороны воздушного базирования. Проект, получивший название «Sky Shield» (с англ. — «небесный щит»), предназначался для локальной противоракетной обороны аэродромов базирования V-бомбардировщиков RAF, тем самым гарантируя возможность ответного атомного удара по агрессору.
В основе системы предполагалось использование системы наземных радаров и крупных беспилотных самолётов-носителей противоракет, которые должны были кругами летать над охраняемыми районами. Каждый беспилотник нёс тяжёлую противоракету с атомной боевой частью. За счёт воздушного базирования значительно сокращалось время реакции, и ракете приходилось преодолевать более разрежённые слои воздуха, чем при старте с земли. Проект не был реализован.
В настоящее время в Британии не разрабатывают стратегические системы противоракетной обороны, однако имеют тактическую ПРО морского базирования в виде эсминцев типа 45, оснащённых зенитными ракетами Aster.

### Израиль
Ряд разработок на основе и в сотрудничестве с США, например Железный купол.